# DB-Baureihe 210
Die Baureihe 210 der Deutschen Bundesbahn, kurz DB, bestand aus einer Serie von acht Diesellokomotiven. Ihre Besonderheit war, dass sie eine Gasturbine besaßen, die bei Leistungsbedarf zugeschaltet wurde. Das machte sie zu den stärksten deutschen vierachsigen Diesellokomotiven ihrer Zeit.

## Gasturbinen bei der DB
1950 erprobte auch die DB die Am 4/6 1101 der Schweizerischen Bundesbahnen. Diese Lokomotive besaß als Antrieb eine Gasturbine, deren Leistung elektrisch übertragen wurde. Durch den höheren Kraftstoffverbrauch im Vergleich zur DB-Baureihe V 200.0 erwies sie sich als unwirtschaftlich. Nach dieser Erprobung nahm die DB Abstand von Dieselloks mit Gasturbine als Hauptantrieb.
In den 1960er-Jahren wurden die ersten Lokomotiven der Baureihe V 160 in Dienst gestellt. Sie waren ursprünglich für den mittelschweren Dienst gedacht. Für anspruchsvollere Anwendungen wie den hochwertigen und schweren Reisezugdienst auf der nicht elektrifizierten und kurvenreichen Strecke von München nach Lindau hat man bei der DB über eine Leistungssteigerung dieser Lokomotiven nachgedacht. Aus diesem Grund entstand das aus damaliger Sicht vielversprechende Konzept, die einmotorigen Lokomotiven der Baureihe V 160 mit einer Gasturbine zu verstärken. Dies war relativ einfach zu realisieren, da eine Gasturbine vergleichsweise wenig Platz beansprucht. Dem hohen Kraftstoffverbrauch wollte man begegnen, indem man die Turbine nur bei Bedarf dem Dieselmotor zuschaltete, um sie so nur im wirtschaftlichen Volllastbereich einzusetzen. Das war beim Beschleunigen ab Geschwindigkeiten von 25 km/h und beim Erklimmen von Steigungen der Fall. Das hydraulische Getriebe wurde antriebsseitig mit einer zusätzlichen Welle für die Turbine versehen.
Erfolgreich erprobt wurde dieser Zusatzantrieb ab 1966 bei der Lokomotive V 169 001, die ab 1968 die EDV-gerechte Bezeichnung 219 001 erhielt. Jedoch entschied die DB, dass die Nachfolgeserie dieser Lokomotive mit einer stärkeren Gasturbine des Typs AVCO Lycoming T53-L13 versehen werden sollte. Die eingeplante Turbine wurde bereits im Hubschrauber Bell UH-1 D, der u. a. bei der Bundeswehr eingesetzt wurde, verwendet. Das Klöckner-Humboldt-Deutz-Werk in der ehemaligen Motorenfabrik in Oberursel, heute Rolls-Royce Deutschland, stellte sie für die Bundeswehr unter Lizenz her und war in der Lage, die Turbinen zu warten und bei größeren Schäden zu reparieren. Ab 1970 wurde dieses Aggregat in der Baureihe 210 verwendet.

## Technischer Aufbau
Die Baureihe 210 war technisch weitgehend identisch mit der Baureihe 218. Sie besaß den gleichen Zwölfzylinder-V-Motor des Herstellers MTU vom Typ MA 12 V 956 TB 10 als Hauptdiesel, verfügte über die gleiche elektrische Zugversorgung und über annähernd das gleiche Fahrwerk. Sie war allerdings für eine Höchstgeschwindigkeit von 160 km/h ausgelegt und musste daher eine zusätzliche hydrodynamische Bremse erhalten. Im Vergleich zur Baureihe 218 wurden aus dem gleichen Grund auch verstärkte Gelenkwellen vom Strömungsgetriebe zu den Achsgetrieben sowie eine verstärkte Klotzbremse eingebaut.
Die Gasturbine gab ihre Leistung bei einer Drehzahl von 19.250/min ab. Dies erforderte ein Untersetzgetriebe, welches die Drehzahl auf 6000/min reduzierte.
Der Hauptdiesel und die Gasturbine waren wie bei der 219 001 mit zwei unabhängigen Antriebswellen mit dem Strömungsgetriebe verbunden, welche auf zwei verschiedene Pumpenräder für den Öldruck wirkten. Die Turbine war auf 845 Kilowatt gedrosselt, um sie im Betrieb zu schonen. Sie wurde ebenso wie der Motor mit Dieselkraftstoff betrieben. Dabei lief sie entweder bei voller Drehzahl, oder sie war abgeschaltet beziehungsweise im Leerlauf. Den übrigen Leistungsbereich deckte der Hauptdiesel ab. Die Abgase der Turbine wurden durch einen kaminartigen Auspuffschacht auf dem Dach der Lokomotive abgeführt. Dieser Auspuff war das optisch hervorstechende Unterscheidungsmerkmal zu den anderen Lokomotiven der V-160-Familie. Die Gasturbine ließ sich erst ab einer Geschwindigkeit von 28 km/h zuschalten, sie diente als „Booster“ für Beschleunigung und Bergfahrten.
Die Lokomotiven hatten im Unterschied zur Baureihe 218 verbesserte Drehgestelle von MaK mit gleitstückloser Flexicoil-Kastenabstützung.

## Betrieb

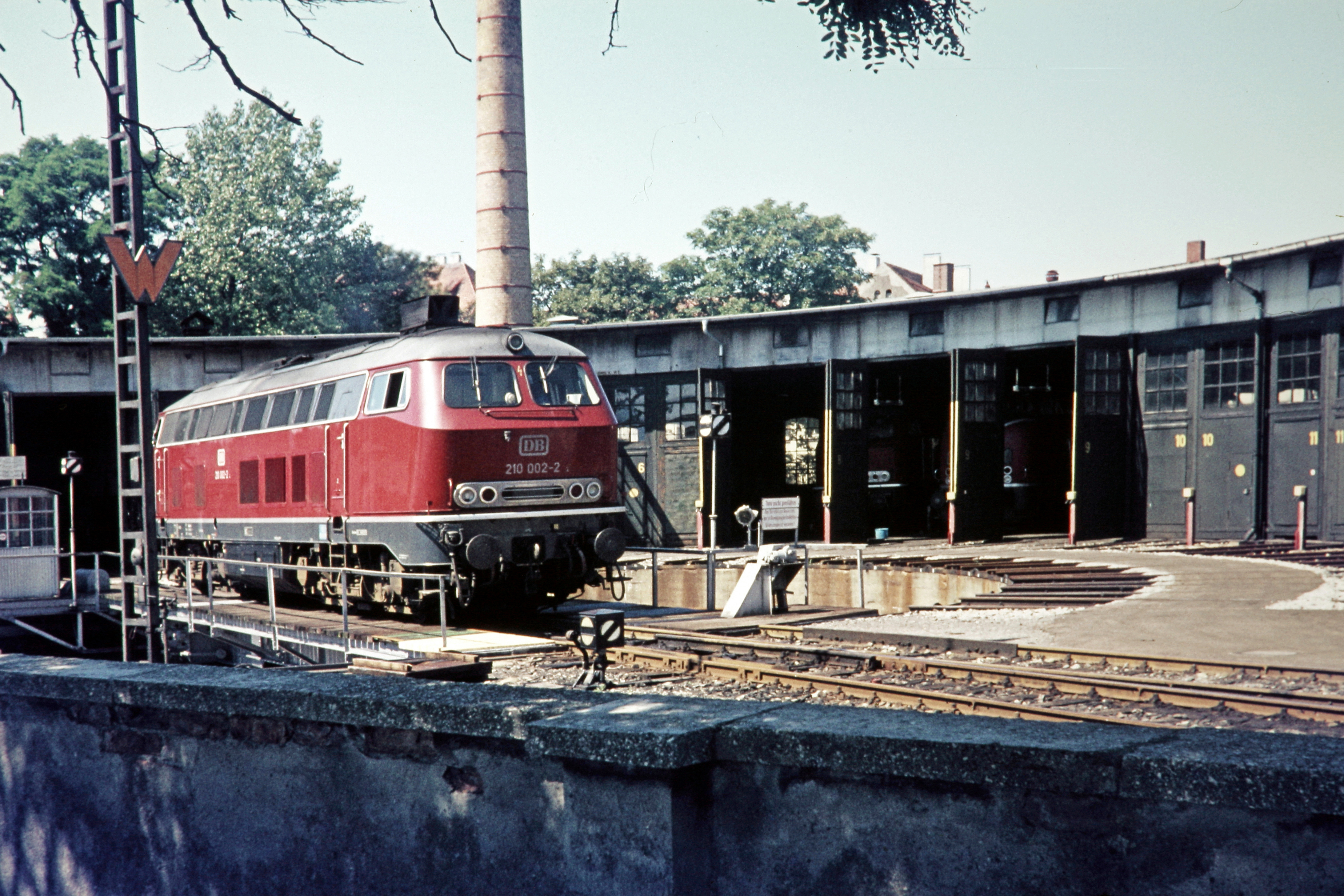
In der Relation München–Lindau eingesetzte 210 002 im Bahnbetriebswerk Lindau (1974)

Da bereits die 219 001 ausreichende Erkenntnisse über den Betrieb der Gasturbine lieferte, konnte die Baureihe 210 nach ihrer Abnahme Ende 1970 / Anfang 1971 recht bald schon in den Betriebsdienst übernommen werden. Ende 1971 verfügte das Bw Kempten über alle acht Lokomotiven und setzte sie im planmäßigen Betrieb ein. Das umfasste alle auf der Bahnstrecke Buchloe–Lindau erforderlichen Spitzenleistungen wie den TEE Bavaria und schwere Schnellzüge der Relation Zürich–München, die ab beziehungsweise bis Lindau von der Baureihe 210 befördert wurden. Die Lokomotiven erfüllten in den Anfangsjahren die in sie gesetzten Erwartungen. Allerdings war die Heizleistung im Winter schwach, so dass die 210 bei langen Zügen oft in Doppeltraktion mit einer 218 eingesetzt wurden, um die Wagen ausreichend beheizen zu können.
Das Bw Kempten erhielt für die Wartung der Gasturbinen eine kleine Spezialwerkstatt. Das Personal wurde für die Wartung der Turbinen von Klöckner-Humboldt-Deutz geschult. Waren größere Reparaturen erforderlich, wurde die Turbine aus der betroffenen Lok ausgebaut und in einem Spezialbehälter zum Hersteller geschickt. Damit keine Lokomotive im Betrieb ausfiel, hielt die Bundesbahn für die acht Lokomotiven zehn Gasturbinen im Bestand, so dass in einem solchen Fall eine Ersatzturbine eingebaut werden konnte. Ein solcher Turbinentausch benötigte bei der 210 sechs Stunden.
Zunächst arbeiteten die Gasturbinen zufriedenstellend. Erst am 24. März 1978 gab es einen Totalausfall einer Gasturbine im Betrieb: Die 210 003 fuhr im Bahnhof Kempten (Allgäu) Ost unter Volllast mit dem D 1512, als ein Turbinenlaufrad brach. Die DB legte zunächst alle Gasturbinen still und ließ sie untersuchen. Es wurden einige Laufräder mit Ermüdungserscheinungen gefunden, die ausgetauscht wurden. Dann kehrten alle Lokomotiven wieder mit Gasturbine in den Betrieb zurück, als letzte am 13. Oktober 1978 die 210 008. Es war dieselbe Lokomotive, bei der kurz darauf am 31. Dezember 1978 bei der Durchfahrt in Eichenau ein Verdichterlaufrad brach und diesmal im Turbinenraum der Lokomotive wegen einer dabei gebrochenen Kraftstoffleitung ein Brand entstand. Zwar wurde dieser von der Feuerwehr im Bahnhof Fürstenfeldbruck schnell gelöscht und der Lokomotive blieben schwere Schäden erspart, aber die DB musste daraufhin wieder die Gasturbinen stilllegen.
Bei der nachfolgenden Untersuchung der Turbinen ergab sich, dass sie im Bahnbetrieb zur Verstärkung des Hauptdiesels zu oft neu gestartet wurden, was die Lebensdauer erheblich verkürzte. Dem Dauerbetrieb in einem Hubschrauber hätten die Turbinen länger standgehalten. Der nun notwendige Aufwand wie häufigere Wartung, Reparatur und Austausch der Turbinen trieb die Kosten derart in die Höhe, dass die Wirtschaftlichkeit verloren ging. Der Kraftstoffverbrauch der Turbine war ohnehin höher als der eines entsprechenden Dieselmotors.

## Umbau zur Baureihe 218.9
Am 25. Juli 1979 verfügte die Zentralstelle Technik den Ausbau der Gasturbinen und den Umbau zur Baureihe 218.9. Dabei wurde der charakteristische Auspuff auf dem Dach der Lok entfernt, ebenso wie der Schalldämpfer und die Steuerung für die Turbine. Auf der linken Lokseite wurden die zwei am nächsten zum Führerstand 2 befindlichen Lüftergitter in dem anthrazitfarbig abgesetzten Lüfterband durch Fenster ersetzt. Im Rahmen dieses Umbaus wurden alle Lokomotiven mit Ausnahme der 210 004 in das damals gültige Farbschema ozeanblau/beige umlackiert. 210 004 war die einzige Lok, die diese Farbgebung noch vor der Umzeichnung in die Baureihe 218.9 im Rahmen ihrer Revision im Juli 1979 erhielt. Das hydraulische Getriebe wurde ebenfalls geändert. Zum Gewichtsausgleich wurden Ballastgewichte eingebaut. Die Höchstgeschwindigkeit der ehemaligen Baureihe 210 wurde auf 140 km/h reduziert. Damit waren die Lokomotiven weitgehend an die Baureihe 218 angeglichen. Die genaue Umzeichnung der Baureihe 210 ist in der Tabelle angegeben. Von da an wurden die schweren Reisezüge zwischen München und Lindau mit jeweils zwei Lokomotiven der Baureihe 218 befördert.
| Datum            | Nummer  |
| ---------------- | ------- |
| 8. Februar 1980  | 218 907 |
| 1. Juni 1980     | 218 903 |
| 2. Oktober 1980  | 218 905 |
| 3. Dezember 1980 | 218 906 |
| 18. Februar 1981 | 218 901 |
| 24. Februar 1981 | 218 902 |
| 22. April 1981   | 218 908 |
| 22. Juli 1981    | 218 904 |

## Betrieb als Baureihe 218.9
Die umgebauten ehemaligen Gasturbinenloks blieben anfangs noch beim Bw Kempten und wurden wie die anderen Lokomotiven der Baureihe 218 eingesetzt. 1983 kamen die Lokomotiven zum Bw Braunschweig, ab 2001 nach Stendal. Zwischen den Jahren 2004 und 2006 wurden alle Lokomotiven der Baureihe 218.9 ausgemustert und später verschrottet.

## DB-Baureihe 210.4
Die Deutsche Bahn hat zwölf Lokomotiven der Baureihe 218 auf 160 km/h Höchstgeschwindigkeit umgebaut und zwischen September 1996 und 1. Januar 1999 als Baureihe 210.4 neu bezeichnet. Dies geschah offenbar in Anlehnung an die ursprünglich ebenfalls 160 km/h schnellen ehemaligen Gasturbinenloks. Der Umbau war notwendig, weil 1996 die InterCity-Verbindung von Hamburg nach Berlin beschleunigt werden sollte und die Strecke nicht durchgehend elektrifiziert war.